# Château de Rochambeau
Le château de Rochambeau est un château du XVIe siècle situé à Thoré-la-Rochette le long du Loir, dans le Loir-et-Cher, en région Centre-Val de Loire.
Inscrit à l'inventaire des Monuments historiques, ses façades et toitures sont protégées par arrêté du 12 septembre 1969 et la chapelle et les communs par arrêté du 16 octobre 2000.

## Histoire
Ancienne gentilhommière ayant appartenu au maréchal de Rochambeau qui s'illustra lors de la guerre d'indépendance des États-Unis, notamment lors de la bataille de Yorktown le 19 octobre 1781.

## Dans la littérature
Honoré de Balzac en fait le lieu d'excursion de Louis Lambert et de son ami. Le château a été l'objet d'une vision que Louis a eue la veille.